# Abdennur Prado
Abdennur Prado   (Barcelona, 1967), nascut Ignacio Prado Pavón, és un intel·lectual musulmà català, fundador i president de la Junta Islàmica Catalana des del 2005. Ha estat director i actualment és redactor del web Webislam, on ha publicat més d'un centenar d'articles sobre pensament islàmic i temes d'actualitat, sempre sota aquesta mateixa òptica, des del 2001.

## Activisme
Abdennur Prado és un musulmà convers que està involucrat en el diàleg interreligiós, és membre fundador del Grup Interreligiós Tradició i Progrés i membre de The Soul of Europe, organització europea per al diàleg entre musulmans i cristians.
Ha estat director del Congrés Mundial de Musulmans de Parla Hispana. fet a Sevilla el 2003, i promotor i director de les tres edicions fins ara del Congrés Internacional de Feminisme Islàmic, celebrades a Barcelona els anys 2005, 2006 i 2008.
Participà en les dues edicions del Seminari d'experts sobre antisemitisme, cristianofòbia i islamofòbia, convocades pel comissionat de l'ONU contra el racisme, Doudou Diène, a Barcelona el 2004 i a Sevilla el 2005. Ha participat en diversos actes i seminaris de l'Organització per a la Seguretat i la Cooperació a Europa (OSCE) sobre drets humans i islamofòbia, i és col·laborador de l'Informe Raxen sobre el racisme i la islamofòbia a l'estat espanyol, per a l'Oficina contra la Discriminació del Parlament Europeu. També ha participat amb una conferència en el I Congrés Internacional sobre Drets Humans, Societat Civil i Homosexualitat als països de majoria musulmana, Madrid, 2008.
Actualment resideix a Còrdova, la ciutat que fou capital d'Al-Àndalus des del segle viii fins al XIII.

## Escrits
Ha escrit diversos articles publicats en llibres col·lectius, com ara Haikús de vuelo mágico, (ed. Azul, 2005). També és autor de diversos llibres: El islam en democracia, (edició de la Junta Islámica, col·lecció Shahada, 2006), El retorn de l'islam a Catalunya (Llibres de l'índex, 2008), El islam anterior al Islam (Editorial Oozebap, 2008), i El islam como anarquismo místico (Editorial Virus, 2010). És autor del mòdul sobre Islam i democràcia del Curs a distància d'expert en cultura, civilització i religió islàmica (UNED, 2005-2007). És col·laborador del diari El País. Ha realitzat unes setanta conferències des de l'any 2001 i ha participat en nombrosos debats i entrevistes de televisió i ràdio.
El 23 de març de 2011 escrigué al seu blog un article on condemnava la intervenció militar espanyola a Líbia amb l'equívoc títol Tendrán su 11-M, que provocà una certa reacció mediàtica i una explicació o puntualització per part de l'autor.